# 迷蹤再現
《迷蹤再現》（英語：Don: The Chase Begins Again，或簡稱）是一部2006年印度印地語動作驚悚片，由法罕·阿克塔爾執導，瑞塔許·西汪尼與賈韋德·阿克塔爾的卓越娛樂製作兼發行。沙·魯克·罕在片中飾演反英雄男主角唐，琵豔卡·喬普拉飾演女主角蘿瑪；阿葰·蘭帕爾、伊莎·柯比卡、博曼·伊蘭尼、帕萬·馬賀拉、拉傑什·卡塔爾和歐姆·普利擔任配角，卡琳娜·卡浦爾特別演出。《迷蹤再現》為1978年電影《義薄雲天》的重拍版，講述了罪犯唐在警方的追捕中重傷，與唐長得相似的人被派去滲透販毒黑手黨中，以執行臥底任務。
導演阿克塔爾在從新的角度翻拍本片的過程中，更動了原版電影的敘事手法及風格，希望將其現代化。他後來購買了版權，並將其此改編視為對原版、演員與該年代的製作以及1970年代的致敬。他與父親賈韋德·阿克塔爾共同撰寫了劇本，其父也與薩利姆·罕合作撰寫了《義薄雲天》的劇本。本片保留了基本情節，但引入了一些變化，包括國際背景及截然不同的結局。電影的主要拍攝工作在孟買開始，然後移至馬來西亞，達八成的的拍攝工作均在馬來西亞完成。配樂由尚卡爾—費沃斯—羅伊譜寫，賈韋德·阿克塔爾負責作詞。
《迷蹤再現》2006年10月20日在印度等國上映，恰逢排燈節。結果，本片憑藉4億盧比的製作兼行銷預算，取得超過10.6億盧比的票房佳績，成為2006年票房第五高的印地語電影。電影在影評界反應良好，動作場面、配樂、美術、攝影，以及罕和喬普拉的表演獲得讚賞。此外，令人出乎意料的結局轉折贏得了影評人和觀眾的廣泛讚譽，《迷蹤再現》也為此被外界視為並非對《義薄雲天》的翻拍，而屬「獨立」的電影。《迷蹤再現》獲得納沙泰爾國際奇幻影展最佳亞洲電影獎，更在第52屆印度電影觀眾獎取得九項提名，其中包括最佳影片及最佳男主角（罕）。續集為2011年上映的《寶萊塢奪命煞星Ⅱ》。

## 劇情
販毒黑手黨以馬來西亞吉隆坡為基地的非法毒品貿易正在蓬勃發展，迪施華副局長領導的團隊瞄準了販毒集團頭目辛哈尼亞，以抓捕他的盟友唐。辛哈尼亞是已故頭目波里斯的兩名副手之一，另一位華德翰目前下落不明。
唐殺死了想私下離開幫派的同夥拉米殊，使拉米殊的未婚妻卡美妮與迪施華合作，以自己為誘餌來誘捕唐。但唐逃脫並殺死了卡美妮。拉米殊的妹妹蘿瑪計劃為哥哥和嫂子的死報仇，並滲透到唐的幫派中。唐在試圖逃離警察追捕時受傷並被迪施華私下打昏。迪施華找到了一個長得很像唐的鄉巴佬偉傑，並邀請他加入臥底任務。迪施華承諾為偉傑照顧的男孩狄普上好學校，令偉傑答應了邀請。
同時，IT顧問兼狄普之父乍希出獄，計劃殺死迪施華，為妻子吉塔報仇。幾年前，乍希被一名身份不明的襲擊者抓獲，襲擊者逼他從雇主那偷走鑽石，以拯救被綁架的吉塔。乍希被迪施華捉住，拒絕相信其說詞，並朝他的腿開槍，使他永久跛行。吉塔隨後去世，乍希入獄且不知道狄普的下落。
在醫院裡，醫生給偉傑留下了和唐一模一樣的疤痕。當唐因心臟病發作去世時，迪施華決定守住秘密，偉傑假扮成失憶的唐滲透黑手黨，應迪施華的要求找到一張包含販毒集團詳細資料的電腦光碟。偉傑得到光碟後，蘿瑪打算在一場毒品交易中殺死他，但迪施華向她說出了唐的真實身份。偉傑將光碟交給了迪施華，迪施華則在之後的一次俱樂部突襲中謀殺了辛哈尼亞。國際刑警組織警官維沙·馬利克逮住了偉傑，迪施華死於汽車爆炸，導致沒人可以證明偉傑並不是唐。唐的同事發現了他的真實身分後，開始反對他。偉傑逃離了飛往馬來西亞監獄的囚犯飛機，並與蘿瑪會面以取回光碟，證明自己的清白。
乍希在迪施華的公寓裡發現了該光碟。他接到電話，要求將光碟帶給那些扣押狄普為人質的人。他得知迪施華仍活著，且實際身分為華德翰（同時暗示他是勒索迪施華偷鑽石的人），並利用偉傑接觸辛哈尼亞。乍希藉機帶著狄普逃脫，並與偉傑及蘿瑪合作，之後三人通知國際刑警組織。迪施華獨自與乍希會合，用一筆錢交易光碟，但與偉傑對峙。以馬利克為首的國際刑警組織到場後，偉傑與迪施華打了起來。迪施華被偉傑制伏，並交給馬利克。受傷的偉傑被無罪釋放，蘿瑪向他坦白了自己的愛意。但在偉傑被送往醫院之前，說出了唐與蘿瑪首次見面的一句話，令蘿瑪發現自己被戲弄：唐仍活著，而且一直在假裝狄普。
先前在醫院中，從昏迷中恢復的唐無意中聽到了迪施華與偉傑的計畫。維傑手術後，唐與他交換了位置，並在偉傑的點滴袋中注射了過量的地西泮，導致偉傑死亡，讓醫生相信死的是唐。唐向警方交出的光碟則是空白碟。現在，隨著華德翰和辛哈尼亞不在黑手黨，唐成為了亞洲販毒集團的頭目。

## 演員

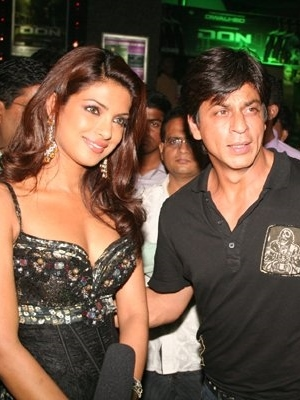
琵豔卡·喬普拉（左）與沙·魯克·罕（右）2006年出席電影首映禮

- 沙·魯克·罕飾演
  - 「唐」馬克·唐納（英语：Don (character)）：辛哈尼亞的販毒盟友，心狠狡詐且難以捉捕。
  - 偉傑·帕爾（Vijay Pal）：與唐樣貌相仿的鄉巴佬。
- 琵豔卡·喬普拉飾演蘿瑪（英语：Roma (character)）：拉米殊之妹，滲透到唐的身邊。
- 阿葰·蘭帕爾飾演乍希·「JJ」·阿胡賈（Jasjit "J. J." Ahuja）：跛行的前IT顧問，狄普之父，一心向迪施華復仇。
- 伊莎·柯比卡飾演安妮塔·辛哈（Anita Sinha）：唐的愛人。
- 博曼·伊蘭尼飾演迪施華副局長／華德翰·馬希賈（DCP D'Silva / Vardhaan Makhija）：印度緝毒部門小隊領導者，積極打擊辛哈尼亞，實為黑手黨華德翰。
- 帕萬·馬賀拉（英语：Pavan Malhotra）飾演納蘭·辛格（Narang Singh）：唐的同夥。
- 拉傑什·卡塔爾（英语：Rajesh Khattar）飾演桑吉夫·辛哈尼亞（Sanjeev Singhania）：販毒黑手黨領袖，唐的老闆。
- 歐姆·普利飾演維沙·馬利克（Vishal Malik）：國際刑警組織長官。
- 卡琳娜·卡浦爾飾演卡美妮·阿羅拉／索尼亞（Kamini Arora / Sonia，特別演出）：拉米殊之妻。
- 塔奈·切赫達（英语：Tanay Chheda）飾演狄帕克·「狄普」·阿胡賈（Deepak "Deepu" Ahuja）：乍希之子，由偉傑代為照顧。
- 昌基·潘代（英语：Chunky Panday）飾演TJ（T. J.，客串）：被唐殺死的毒品買家。
- 蘇沙瑪·雷迪（英语：Sushama Reddy）飾演吉塔·阿胡賈（Geeta Ahuja，客串）：乍希之妻。
- 迪瓦卡爾·蓬迪爾（英语：Diwakar Pundir）飾演拉米殊·巴加特（Ramesh Bhagat，客串）：唐的同夥，蘿瑪之兄，卡美妮之夫。
- 西德哈特·約蒂（Sidhart Jyoti）飾演維瑪督察（Insp. Verma）：迪施華的下屬。
- 薩雅吉·夏馬（英语：Satyajit Sharma）飾演神秘人：唐在馬來西亞的代理人，協助蘿瑪與乍希交易光碟。

## 製作

### 發展
編導法罕·阿克塔爾在聽了1978年電影《義薄雲天》歌曲的混音版本後，萌生了重拍的想法。2005年初，媒體開始報導他計劃重拍該片，但本人並未證實這一消息而是透露，雖然正在根據該片撰寫劇本，但直到劇本完成後才會做出最終決定。阿克塔爾之父賈韋德·阿克塔爾曾與薩利姆·罕合作撰寫了原版電影的劇本；重拍版的劇本由阿克塔爾父子倆合作編寫。
法罕·阿克塔爾透露，之所以翻拍是希望對「小時候愛看的精彩電影」翻新，並創作出自認為適合現代的改編之作。他發現《義薄雲天》有點超前時代。加上，原版電影的敘事、對白和寫作風格即使在當時也是非常現代。阿克塔爾稱：「在我看來，《義薄雲天》是部適合現今重拍該時代的電影，很符合現代人觀看電影的感受，所以現今改編時能輕易融入現代。」此外，他想向原版電影、1970年代的明星和電影製作，以及薩利姆—賈韋德與阿米塔·巴強的成果致敬。
阿克塔爾為了適應現代的感受，為原版電影進行了一些更動；例如覺得原版結局對於當今觀眾來說已過時，而大幅改變了本片的高潮戲。新電影保留了原版電影中的些許元素，特別是背景音樂、兩首歌、部分對白和橋段，阿克塔爾認為這些在原版中表現良好，若不還原可謂罪過。

### 選角
阿克塔爾最初希望赫利希克·羅桑飾演唐，兩人此前曾合作過《魯蛇奇兵》（2004年）。但之後認為該角需要更成熟的演員，他想要「一張見過世面、經歷過磨難的面孔」。羅桑的純真並不適合，所以選上沙·魯克·罕來飾演；唐在原版電影中由阿米塔·巴強詮釋。阿克塔爾認為罕是該角的不二人選：「他擁有角色所需的個性、風格、天賦、超凡脫俗的形象、幽默感和純粹的吸引力。」
2005年7月，琵豔卡·喬普拉獲選扮演蘿瑪，該角在原版電影中由澤尼特·阿曼飾演。阿克塔爾稱：「喬普拉身上有股溫順的性感，很適合這個角色。」當他向喬普拉提供該角時，她很高興並立即同意出演本片。同月，阿葰·蘭帕爾和伊莎·柯比卡加入了演出陣容。乍希（Jasjit）一角在原版電影由柏蘭詮釋，在阿克夏·庫馬因次要角色而拒絕出演後，蘭帕爾接手。柯比卡則飾演原版電影中沒有的全新角色。2005年8月，卡琳娜·卡浦爾被媒體證實出演歌曲〈啊我的心〉（Yeh Mera Dil），該歌曲在原版電影中由海倫演出。
罕、喬普拉和蘭帕爾接受了少林寺專家的多種武術訓練，幾名主演皆接受了不同類型的武術訓練。罕表示，一直想效仿巴強在電影中的樣子，但補充說，對於該角仍然有自己的詮釋。喬普拉簽約拍攝本片後非常興奮，但在幾天後變得緊張，想知道自己是否能夠公正地對待這個洽當詮釋角色。喬普拉曾在十幾歲時看過《義薄雲天》，但不想模仿阿曼對蘿瑪的詮釋，所以在簽約本片後避免回味原版電影。她有意努力為角色賦予自己的外在及風格。蘿瑪是喬普拉的第一個動作角色，對比感到興奮，所以想自己完成所有的特技。阿克塔爾很高興喬普拉決定親自上陣特技場面，這讓他有機會從不同角度拍攝打鬥場面。飾演乍希的蘭帕爾表示，扮演該角的方式與柏蘭類似，但帶有起伏的情感戲。博曼·伊蘭尼的角色是迪施華副局長（DCP D'Silva），於《義薄雲天》中由伊夫特克哈飾演。他透露自己遵循劇本來詮釋角色，但保留了原版電影中的威嚴感。

### 拍攝

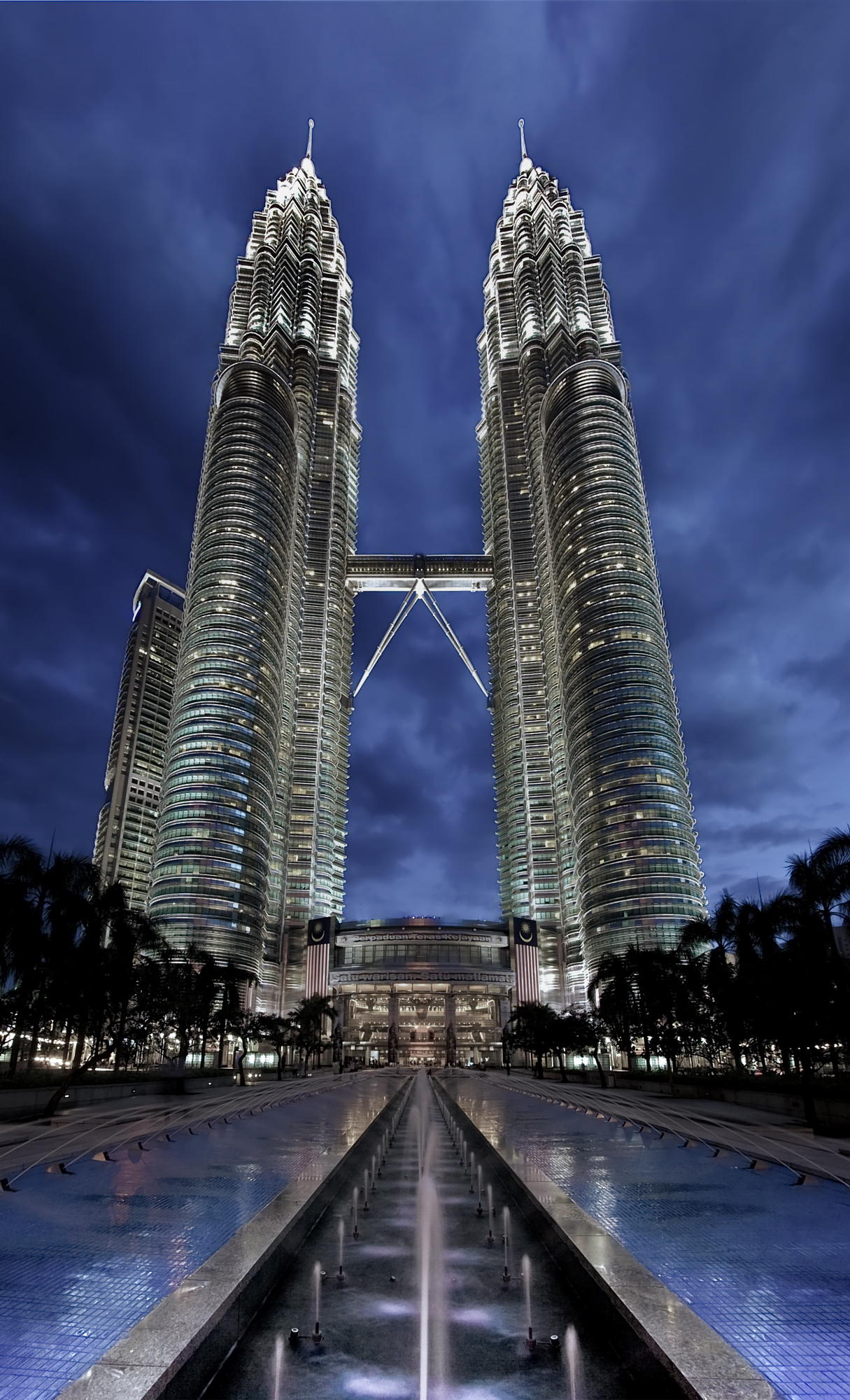
電影也在雙峰塔取景拍攝

電影2006年2月在孟買市中心展開主要拍攝工作。艾拉哈娜·賽斯擔任藝術總監，阿基·納魯拉負責劇裝設計。阿克塔爾對K·U·莫漢南在紀錄片和電視廣告中的表現印象深刻，選上他擔任本片的攝影指導。為了帶給電影真實感，拍攝用的封閉布景取於現有印度出租宿舍。本片也在電影城和雅什·拉吉製片廠拍攝。劇組也在法國巴黎進行部分拍攝，為期三天。
2006年4月，拍攝移師馬來西亞吉隆坡，在此進行電影大多數的拍攝；其中八成在吉隆坡和蘭卡威完成。在馬來西亞的拍攝工作歷時70天，取景地包括吉隆坡城中城、甘榜峇鲁和西部疏散大道等42處；臨時演員超過一千名，全數經試鏡後選出。劇組也在新加坡完成額外的拍攝。馬來西亞前首相马哈迪·莫哈末此前曾拒絕好萊塢電影在雙峰塔拍片，但這回允許本片劇組在他位於雙峰塔的私人辦公室內拍攝。為了詮釋媒體包圍的場面，片方聘請了幾位來自印度和馬來西亞的現實記者。
歌曲〈啊我的心〉由花拉·罕編舞。資深編舞家薩羅傑·罕同意編排流行歌曲〈來自貝拿勒斯的檳榔〉（Khaike Paan Banaras Waala）的新版本，該歌曲由她的導師P·L·拉傑在原版電影中編舞。2006年5月13日，罕與喬普拉在馬來西亞拍攝這首歌。其他歌曲的編舞由普拉布·迪瓦、甘尼許·海迪和拉耶夫·蘇提（Rajeev Surti）負責。好萊塢技術人員安吉洛·薩辛（Angelo Sahin，《不可能的任務2》（2000年）的特效總監）以及空中特技聯合協調員喬·詹寧斯（Joe Jennings，知名作品如《霹靂嬌娃》）被聘來負責處理本片的動作戲，其中包括在雙峰塔的拍攝。

## 音樂
電影配樂由尚卡爾—費沃斯—羅伊作曲，賈韋德·阿克塔爾作詞。原聲帶專輯包含八首歌曲：三首原創歌曲、兩首原版電影翻唱歌曲、一首主題曲、一首重唱歌曲以及三首新歌中一首的混音版。演唱者包括夏安、桑妮蒂·喬漢、香卡·馬哈德溫、艾莉莎·琪妮、拉克斯米·艾耶、蘇努·尼甘、烏迪特·納拉揚及米德瓦爾·彭迪茲。原聲帶2006年8月26日由T-Series發布。
原聲帶獲得了樂評人的積極評價，他們稱讚了〈今晚！〉為「創新」，是專輯中最好的歌曲。對原版電影歌曲〈啊我的心〉和〈來自貝拿勒斯的檳榔〉的重新演繹獲得了褒貶不一的評價。Bollywood Hungama的喬金德·圖特賈（Joginder Tuteja）給專輯打了4／5分，發現專輯在聽眾間出乎意料地成功，「尚卡爾—費沃斯—羅伊在配樂方面表現非常出色，即使在重新編排過去的歌曲時也能有所發揮，確立了他們身為作曲家三人組的崇高地位。」寶萊塢星球（Planet Bollywood）評出6.5／10分，稱讚其歌詞和演唱，並將〈今晚！〉稱為「此原聲帶的最佳歌曲」。雷迪夫網的蘇卡尼亞·維爾瑪對此專輯印象一般，稱其為「時髦、良好的組合」，並在評論中寫道：「《迷蹤再現》是新瓶裝舊酒不同尋常的呈現，此奢華盛宴應有盡有，舊的、新的還有介於兩者之間一切的折衷混合。」
《迷蹤再現》原聲帶專輯是上映當天或實體版公開上市前，首張就在iTunes上發行的印度原聲帶。該音樂在印度多平台上名列榜首；成為當年暢銷的寶萊塢原聲帶之一，據Box Office India數據所示，售出了超過150萬張。A·R·拉赫曼在其獲得葛萊美獎和奧斯卡獎的《貧民窟的百萬富翁》（2008年）配樂中使用了〈今晚！〉一歌。

## 行銷
《迷蹤再現》的前導海報於2006年4月下旬發布。2006年7月下旬又釋出了一張海報，其中也透露了電影的上映日期。繼海報曝光後，預告片於9月中旬發表。Bollywood Hungama就預告片而言看好本片，「新版的《義薄雲天》由時尚穿搭、時髦的小玩意、奢華場景、昂貴衣櫃和致命動作戲所構成。」為了宣傳本片，製片方與Hungama數位媒體娛樂合作推出了一款改編手機遊戲，成為首款為寶萊塢電影推出的多人線上遊戲。片方還推出了一本隨電影票在戲院免費贈送的80頁漫畫書。

## 發行

### 院線
2005年12月，UTV影業取得了《迷蹤再現》的海外發行權。本片的製作加上行銷預算達4億盧比，2006年10月20日排燈節期間在全球800幅大銀幕上映，與《让我们再次相爱》同天上映並競爭。本片上映後國內票房反應極佳，上座率高達九成。《迷蹤再現》也是沙·魯克·罕繼《漂洋過海愛上你》（1995年）之後第二部於10月20日上映的電影。

### 家用媒體
《迷蹤再現》的DVD由T-Series家庭娛樂在國內發行，並由UTV在國際上發行。2006年12月5日在所有地區以NTSC格式的雙碟DVD珍藏版套裝發行，其中包含一些額外內容，例如幕後花絮、NG鏡頭、預告片、刪減片段和拍手音軌。DVD套裝還包含一本《迷蹤再現漫畫書》（Don Comic Book）。2007年1月發行了鋼殼限量版DVD，具備相同的額外收錄。VCD版同時發行。隨後也發行了單碟版DVD。藍光版本於2011年4月27日上市。

## 反響

### 票房
《迷蹤再現》首映首日票房收入為4600萬盧比，首映週末票房收入總計1.41億盧比。電影在海外市場也取得了良好開盤，首周末票房超過220萬美元；首映週末全球票房收入超過3.02億盧比。首週過後，電影在印度的票房超過2.44億盧比；在英國首週票房為110萬美元，而海外首週總收入超過410萬美元。首週結束時全球票房收入達5.29億盧比。本片在第二週的票房表現仍相當出色，甚至勝過當週的新片，多間戲院的上座都有所增加，創下了第二週的新高。電影上映後，在印度的票房收入超過7.1億盧比，成為2006年印度票房收入第五高的「熱門電影」。《迷蹤再現》在海外地區的票房收入也超過780萬美元，足以被視為「票房大片」。最終，本片的全球票房超過10.6億盧比，商業表現相當成功。

### 評價
《迷蹤再現》在影評界取得普遍好評。《孟買鏡報》的瑪揚克·謝卡爾（Mayank Shekhar）為本片打出4／5分，並在評論中寫道：「電影前段是以角色為主導且環環相扣的電影，憑藉劇本而相當流暢的驚悚片。後段則是部較新的印度動作片，總是精心設計新的峰迴及路轉，巧妙將已知角色的碎片組合成新的骨牌；而這兩者大多看起來比單純裝模作樣更聰明。」雷迪夫網的拉賈·森認為電影「俗套又好猜」，並抱怨導演沒有擴充角色發展。但森對喬普拉的表演印象深刻：「她高效地詮釋了自己的角色，看上去就是穿著緊身白色連身褲、完全幹練的女打仔，也是萬人迷。」
《電訊報》的普拉蒂姆·D·古普塔給予《迷蹤再現》好評，稱導演將一部「好人打敗壞人」的電影變成了「壞人內鬥」的現代新黑色電影，「新版《義薄雲天》比起翻拍更像是新舊時代的混搭，邋遢時尚及刺激的節奏得以優化粗糙的框架。法罕改變了時空背景和經歷，但仍設法保留原版的橋段與台詞。」古普塔也讚揚了表演、「引人注目的場地」、攝影與美術設計，並認為「令人驚嘆的追逐及動作場面」在印度大銀幕上立起新標竿。Bollywood Hungama的塔蘭·阿達什為本片打出3／5分，讚揚了主演們的表演：「沙·魯克·罕把唐演得很好，用華麗的手法演繹了邪惡的角色。但他未能好好地扮演偉傑，化妝感很重，對他來說一點也不自然。琵豔卡·喬普拉憑藉營救罕的特技場面成功演繹了角色，注定會為她贏得讚譽。」
寶萊塢星球給出了7／10分的評價，特別讚揚了結局的反轉，並寫道：「21世紀的《義薄雲天》時尚也有缺陷，但你確實很享受在戲院的觀影體驗。」雷迪夫網影評人蘇卡尼亞·維爾瑪為本片貼上「失望」的標籤，更質疑阿克塔爾重拍一部影響力重大電影的決定。她進一步批評阿克塔爾採用了相當簡單但引人入勝的故事情節，並將其變成了令人震驚的缺乏想像力改編。維爾瑪也發現罕在分飾兩角時並未貫徹始終。影評人拉吉夫·馬桑德將電影評為1／5分，稱其為放縱的習作，「《迷蹤再現》拍攝精美加上時尚的包裝，可能帶來新面貌，但明顯缺乏錢德拉·巴羅特原版驚悚片的幹勁及難以預測。」

### 獎項
| 獎項                  | 類別         | 得獎或提名者                   | 結果 | 來源   |
| --------------------- | ------------ | ------------------------------ | ---- | ------ |
| 第1屆亞洲電影大獎     | 最佳男主角   | 沙·魯克·罕                     | 提名 | [ 66 ] |
| 第52屆印度電影觀眾獎  | 最佳影片     | 《迷蹤再現》                   | 提名 | [ 67 ] |
| 第52屆印度電影觀眾獎  | 最佳男主角   | 沙·魯克·罕                     | 提名 | [ 67 ] |
| 第52屆印度電影觀眾獎  | 最佳音樂總監 | 尚卡爾—費沃斯—羅伊             | 提名 | [ 67 ] |
| 第52屆印度電影觀眾獎  | 最佳藝術指導 | 艾拉哈娜·賽斯                  | 提名 | [ 67 ] |
| 第52屆印度電影觀眾獎  | 最佳攝影     | K·U·莫漢南                     | 提名 | [ 67 ] |
| 第52屆印度電影觀眾獎  | 最佳服裝設計 | 阿基·納魯拉                    | 提名 | [ 67 ] |
| 第52屆印度電影觀眾獎  | 最佳編舞     | 加內什·阿查里亞—〈我是唐〉（Main Hoon Don） | 提名 | [ 67 ] |
| 第52屆印度電影觀眾獎  | 最佳動作     | 安吉洛·薩辛（Angelo Sahin）                | 提名 | [ 67 ] |
| 第52屆印度電影觀眾獎  | 最佳視覺效果 | 紅辣椒娛樂VFX                  | 提名 | [ 67 ] |
| 第8屆國際印度電影大獎 | 最佳男主角   | 沙·魯克·罕                     | 提名 | [ 68 ] |
| 納沙泰爾國際奇幻影展  | 最佳亞洲電影 | 《迷蹤再現》                   | 獲獎 | [ 69 ] |

## 續集
同樣由阿克塔爾執導的續集《寶萊塢奪命煞星Ⅱ》於2011年12月23日上映。阿克塔爾執導的第二部續集正在製作中，沙·魯克·罕和琵豔卡·喬普拉不再回歸，唐改由蘭威爾·辛格飾演。

## 外部連結
- 官方网站
- 《迷蹤再現》的Bollywood Hungama頁面
- 互联网电影数据库（IMDb）上《迷蹤再現》的资料（英文）
- 爛番茄上《迷蹤再現》的資料（英文）